# Вайсман, Малина
Ма́лина О́пал Ва́йсман (англ. Malina Opal Weissman; род. 12 марта 2003, Нью-Йорк) — американская актриса и фотомодель, наиболее известная главной ролью Вайолет Бодлер в сериале «Лемони Сникет: 33 несчастья», а также ролями Эйприл О’Нил в детстве в фильме «Черепашки-ниндзя» и Кары Зор-Эл в детстве в телесериале «Супергёрл».

## Ранняя жизнь
Вайсман родилась 12 марта 2003 года в Нью-Йорке . У неё есть старшая сестра Эйла Дилан (инди-поп-исполнительница), у которой день рождения в тот же день, что и у Малины.
Свободно говорит на немецком, английском и испанском языках.

## Карьера
Начала свою карьеру модели в возрасте восьми лет, следуя по стопам матери, чьё агентство заметило её. Позировала для таких брендов и дизайнеров как, Calvin Klein, Лорена Ральфа, Benetton Group, Levi Strauss & Co., DKNY и H&M. Снялась в рекламных роликах для Chattem и Maybelline и My Little Pony.
Дебютировала в кино, снявшись в фантастическом комедийном фильме-экшене 2014 года «Черепашки-ниндзя», в котором исполнила роль Эйприл О’Нил в детстве, в то время как взрослую версию персонажа сыграла Меган Фокс.
В 2015 году Вайсман появилась в телесериале Warner Bros. Television «Супергёрл», в котором сыграла роль Кары Зор-Эл в детстве. Взрослую версию героини сыграла Мелисса Бенойст.
В 2016 году актриса снялась в фильмах «Жаждущий» и «Девять жизней», где главные роли сыграли Кевин Спейси и Дженнифер Гарнер. Сама Малина сыграла там роль Ребекки Бренд. В прокат картина вышла в августе 2016 года. С 2017 по 2019 годы Вайсман снялась в сериале «Лемони Сникет: 33 несчастья», в котором исполнила главную роль, — Вайолет Бодлер.

## Фильмография
| Год       |   | Русское название            | Оригинальное название          | Роль                                |
| --------- | - | --------------------------- | ------------------------------ | ----------------------------------- |
| 2014      | ф | Черепашки-ниндзя            | Teenage Mutant Ninja Turtles   | Эйприл О’Нил (в детстве)            |
| 2015—2016 | с | Трудные люди                | Difficult People               | Рене Эпштейн                        |
| 2015—2016 | с | Супергёрл                   | Supergirl                      | Кара Зор-Эл / Супергёрл (в детстве) |
| 2016      | ф | Жаждущий                    | Thirsty                        | девочка в розовом                   |
| 2016      | ф | Девять жизней               | Nine Lives                     | Ребекка Брэнд                       |
| 2017—2019 | с | Лемони Сникет: 33 несчастья | A Series of Unfortunate Events | Вайолет Бодлер                      |